# ۲٬۱-نفتوکینون
۲٬۱-نفتوکینون یا اورتو-نفتوکینون یک ترکیب آلی آروماتیک چندحلقه‌ای با فرمول شیمیایی C
۱۰H
۶O
۲ است.این ماده به صورت جامد زرد رنگ است که از اکسایش ۱-آمینو-۲-هیدروکسی‌نفتالین با  فریک کلرید تهیه می‌شود.